# شبدر بوته‌ای سرگرد
ELIA TAHAVORI
الگو:Taxobox الیا تهوری
لسپدزا کپیتاتا (نام علمی: Lespedeza capitata) نام یک گونه از تیره باقلاییان است.